# Hippocampus ingens
Hippocampus ingens è un pesce osseo marino appartenente alla famiglia Syngnathidae.

## Distribuzione e habitat
Endemico dell'Oceano Pacifico orientale da San Diego e la baia di San Francisco in California (negli Stati Uniti d'America) al Perù, incluse le Isole Galapagos. Vive in acque costiere, di solito sotto i 10 metri e occasionalmente fino a 60. Si trova prevalentemente tra le gorgonie.

## Descrizione
Misura fino a 30 cm ed è uno dei cavallucci marini più grandi; l'aspetto è simile a quello degli altri Hippocampus.

## Riproduzione
Come in tutti i Syngnathidae i ruoli sessuali sono invertiti. Le uova vengono custodite dal maschio all'interno di una sacca ventrale dove avviene la schiusa.

## Predatori
È stato trovato nel contenuto dello stomaco di tonni pinna gialla e di tonni rossi.

## Stato di conservazione
Si tratta di una specie considerata come vulnerabile a causa della rarefazione di molte popolazioni. Le cause di minaccia sono soprattutto la cattura accidentale nelle reti per la pesca dei gamberi, le modificazioni dell'habitat e l'urbanizzazione costiera.

## Acquariofilia
Può essere allevato in acquario ma la sua esportazione e importazione sono vietate dalla CITES.